# Morais
Morais es una freguesia portuguesa del Municipio de Macedo de Cavaleiros, en el distrito de Braganza, con 52,80 km² de superficie y 644 habitantes (2011). Su densidad de población es de 12,2 hab/km².
Morais perteneció al extinto municipio de Izeda desde su creación, en 1836, hasta su extinción en 1855, pasando entonces al municipio de Macedo de Cavaleiros. La freguesia incluye, además del que le da nombre y sede, otros tres núcleos de población: Paradinhas, Paradinhas de Besteiros y Sobreda.